# Tổ chức tài chính quốc tế
Một tổ chức tài chính quốc tế là một tổ chức tài chính đã được thành lập (hoặc điều lệ) bởi nhiều quốc gia, và do đó phải tuân theo luật pháp quốc tế. Chủ sở hữu hoặc cổ đông của nó nói chung là chính phủ quốc gia, mặc dù các tổ chức quốc tế khác và các tổ chức khác đôi khi được coi là cổ đông. Các tổ chức tài chính quốc tế nổi bật nhất là sáng tạo của nhiều quốc gia, mặc dù một số tổ chức tài chính song phương (do hai quốc gia tạo ra) tồn tại và là các IFI về mặt kỹ thuật. Các tổ chức tài chính quốc tế nổi tiếng nhất được thành lập sau thế chiến II để hỗ trợ tái thiết châu Âu và cung cấp các cơ chế hợp tác quốc tế trong việc quản lý hệ thống tài chính toàn cầu.

## Các loại hình

### Các Ngân hàng phát triển đa phương
Một ngân hàng phát triển đa phương là một tổ chức, được tạo ra bởi một nhóm các quốc gia, cung cấp tài chính và tư vấn chuyên nghiệp cho mục đích phát triển quốc tế. MDB có số lượng thành viên lớn bao gồm cả phát triển các quốc gia tài trợ và đang phát triển các quốc gia vay. Các dự án tài chính của MDB dưới dạng các khoản vay dài hạn theo lãi suất thị trường, các khoản vay rất dài hạn (còn được gọi là tín dụng) dưới lãi suất thị trường và thông qua các khoản tài trợ.
Sau đây thường được phân loại là MDB chính:
- Ngân hàng thế giới
- Ngân hàng Đầu tư Châu Âu (EIB)
- Ngân hàng Phát triển Hồi giáo (IsDB)
- Ngân hàng Phát triển Châu Á (ADB)
- Ngân hàng Tái thiết và Phát triển Châu Âu (EBRD)
- CAF - Ngân hàng Phát triển Châu Mỹ Latinh (CAF)
- Ngân hàng phát triển liên Mỹ Nhóm (IDB, IADB)
- Ngân hàng Phát triển Châu Phi (AfDB)
- Ngân hàng phát triển mới (NDB)
- Ngân hàng Đầu tư Cơ sở hạ tầng Châu Á (AIIB)
- Tập đoàn Đầu tư Dầu khí Ả Rập (APICORP)
- Đông và Nam Phi Ngân hàng Thương mại và Phát triển (TDB)

Ngoài ra còn có một số ngân hàng phát triển đa phương "tiểu vùng". Thành viên của họ thường chỉ bao gồm các quốc gia vay. Các ngân hàng cho các thành viên của họ vay, vay từ quốc tế thị trường vốn. Bởi vì có trách nhiệm chia sẻ hiệu quả để trả nợ, các ngân hàng thường có thể vay với giá rẻ hơn bất kỳ quốc gia thành viên nào. Những ngân hàng này bao gồm:
- Ngân hàng phát triển Caribbean (CDB)
- Ngân hàng hội nhập kinh tế Trung Mỹ (CABEI)
- Ngân hàng Phát triển Đông Phi (EADB)
- Ngân hàng Phát triển Tây Phi (BOAD)
- Ngân hàng thương mại và phát triển biển đen (BSTDB)
- Tổ chức hợp tác kinh tế Ngân hàng thương mại và phát triển (ETDB)
- Ngân hàng phát triển Á-Âu (EDB)